# Moschea Juma (Baku)
La Moschea Juma (in azero Cümə məscidi), o Moschea del Venerdì, è una moschea di Baku, in Azerbaigian
Un'iscrizione sulla moschea menziona che "Amir Sharaf al-Din Mahmud ha ordinato il restauro di questa moschea nel mese di Rajab 709 AH (1309)". Sul muro settentrionale della moschea fu eretto un minareto con un balcone sostenuto da stalattiti nell'anno 1437.
Situata nello storica Città Vecchia, la moschea è stata ricostruita più volte. L'attuale Moschea del Venerdì fu costruita nel 1899 con il finanziamento del mercante filantropo di Baku Haji Shikhlali Dadashov. Ci sono tracce di un tempio zoroastriano nel sito. 
Nella vita culturale dell'Azerbaigian medievale la moschea fungeva da centri socio-culturali.

## Storia

### Moschea Jame
La Moschea Jame fu costruita nel XII secolo. Un design sofisticato della moschea mostra che è stata costruita in più fasi. Le sue parti principali sono una sala di culto nella parte meridionale e un minareti a nord. Ci sono piccoli cortili tra la sala del culto e i minareti. La parte più antica della moschea è una sala di culto di forma quadrata. La stanza ricorda le moschee dei chioschi del periodo selgiuchide. Secondo il suo esterno, la cupola è stata costruita nello stile della scuola di architettura di Maragha-Nakhchivan, che operò nel XII secolo.
I motivi ornamentali che ricoprono la parte superiore della cupola si trovano nei monumenti architettonici del periodo selgiuchide come i minareti di Shamkir, Garabagh e il complesso di Atabeklar, la tomba Maragha Red Gumbez (cupola), ecc.
Alcuni studiosi, in particolare Andrey Pavlinov, credevano che la Moschea Juma fosse stata costruita sui resti di un tempio di adoratori del fuoco.

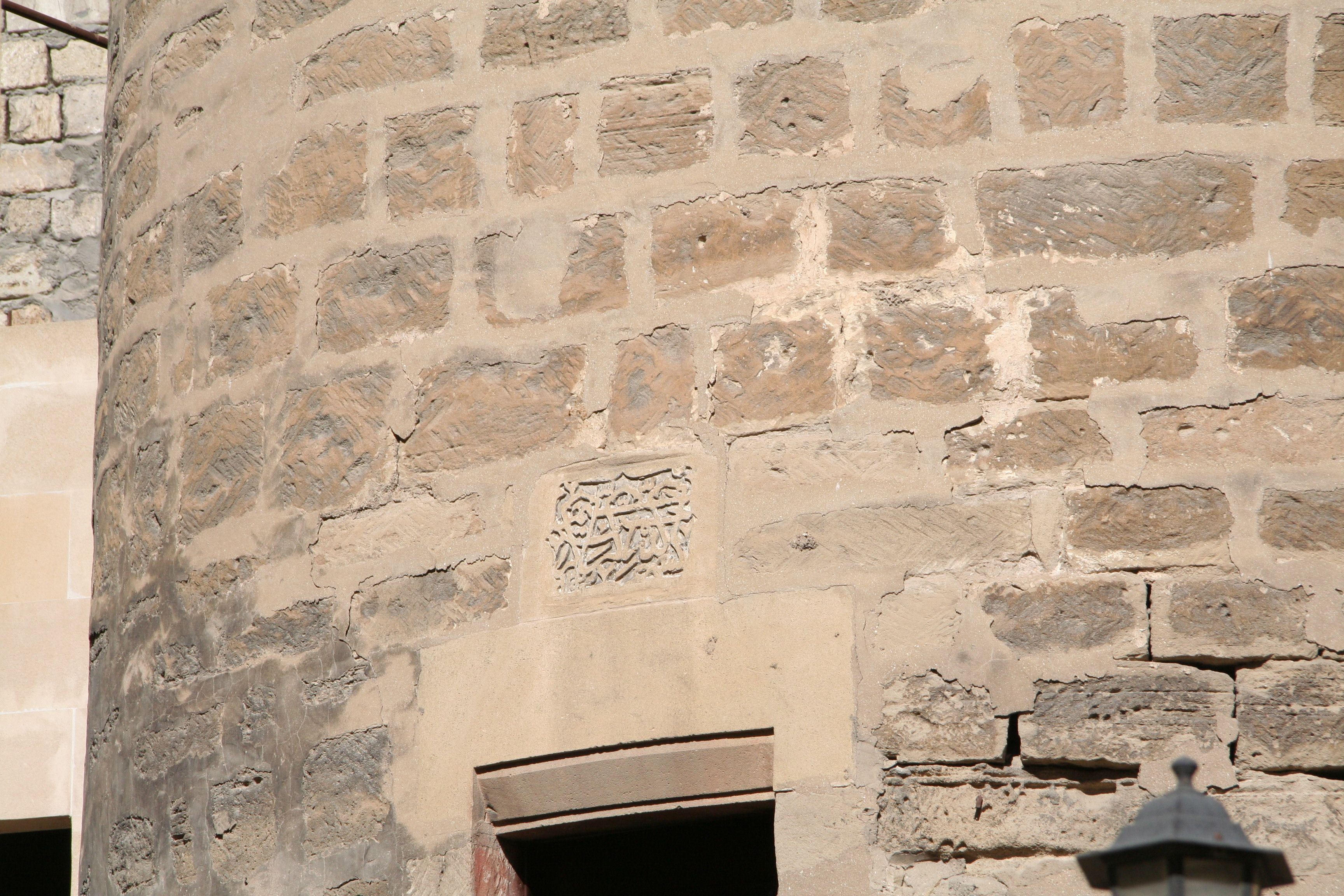
Moschea Juma con kitab sul minareto

#### Minareto
Nel 1437, sul muro settentrionale della moschea, fu costruito il minareto a forma di stalattite per invitare i fedeli al namaz (preghiera islamica). Sull'iscrizione rinvenuta negli scavi archeologici del minareto è inciso il testo del lutto di Mohammed Olcaytun, capo degli Elkhaniani.

#### Funzione di una madrasa
Le stanze della Moschea Jama furono costruite nel XV secolo per scopi educativi nel cortile della Moschea. Nell'Ottocento le celle della Moschea furono distrutte a causa dell'ampliamento di via A. Zeynalli e dei lavori stradali e ne rimase solo una per essere adibita a moschea madrasa.

### Costruzione della Moschea Juma
La Moschea Juma fu costruita sui resti della Moschea Jame dal milionario e filantropo di Baku Haji Sheikhali Agha Dadashov nel 1899.
La moschea funzionava come un museo dei tappeti nel periodo sovietico. La Moschea Juma, che ha ripristinato le sue attività di moschea negli anni '90, è stata ampiamente restaurata a spese del bilancio statale.
La sala di culto di forma quadrata con 4 colonne nella parte centrale della Moschea e la piccola cupola sono i componenti principali della Moschea. Nell'architettura dell'edificio sono stati usati dei motivi classici orientali ed europei. Il portale è caratterizzato dalle caratteristiche tipiche dell'architettura azera: sculture in pietra, motivi nazionali, epigrafi artistiche, ecc.
Nel 2008, grazie ad alcuni specialisti dell'edilizia, architetti e artisti, la moschea è stata completamente restaurata e sono stati installati sistemi di riscaldamento e illuminazione. Sulle pareti della moschea sono stati incisi ornamenti fatti a mano, la sura del Corano e sono stati scritti i nomi dei cinque membri dell'Ahl al-Bayt, sacri nell'Islam.

## Galleria d'immagini

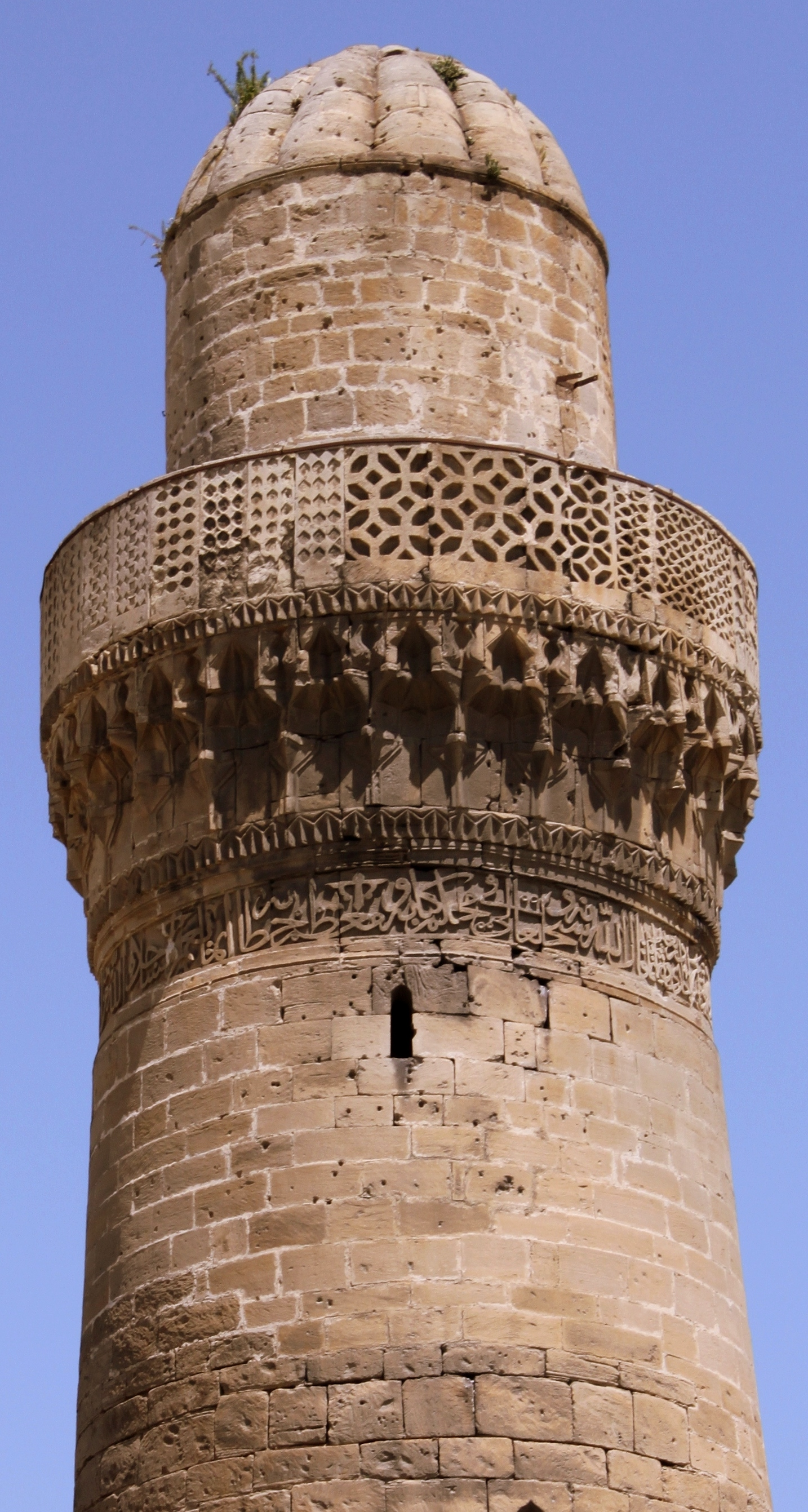
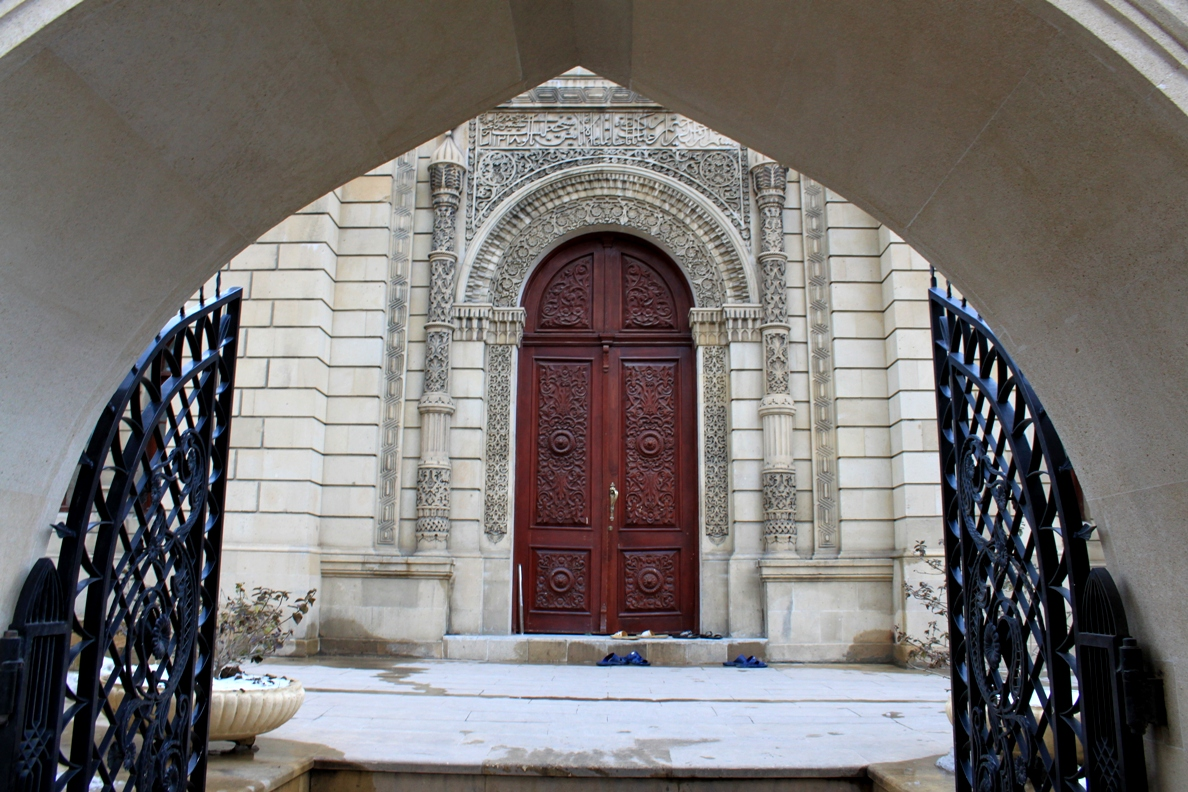
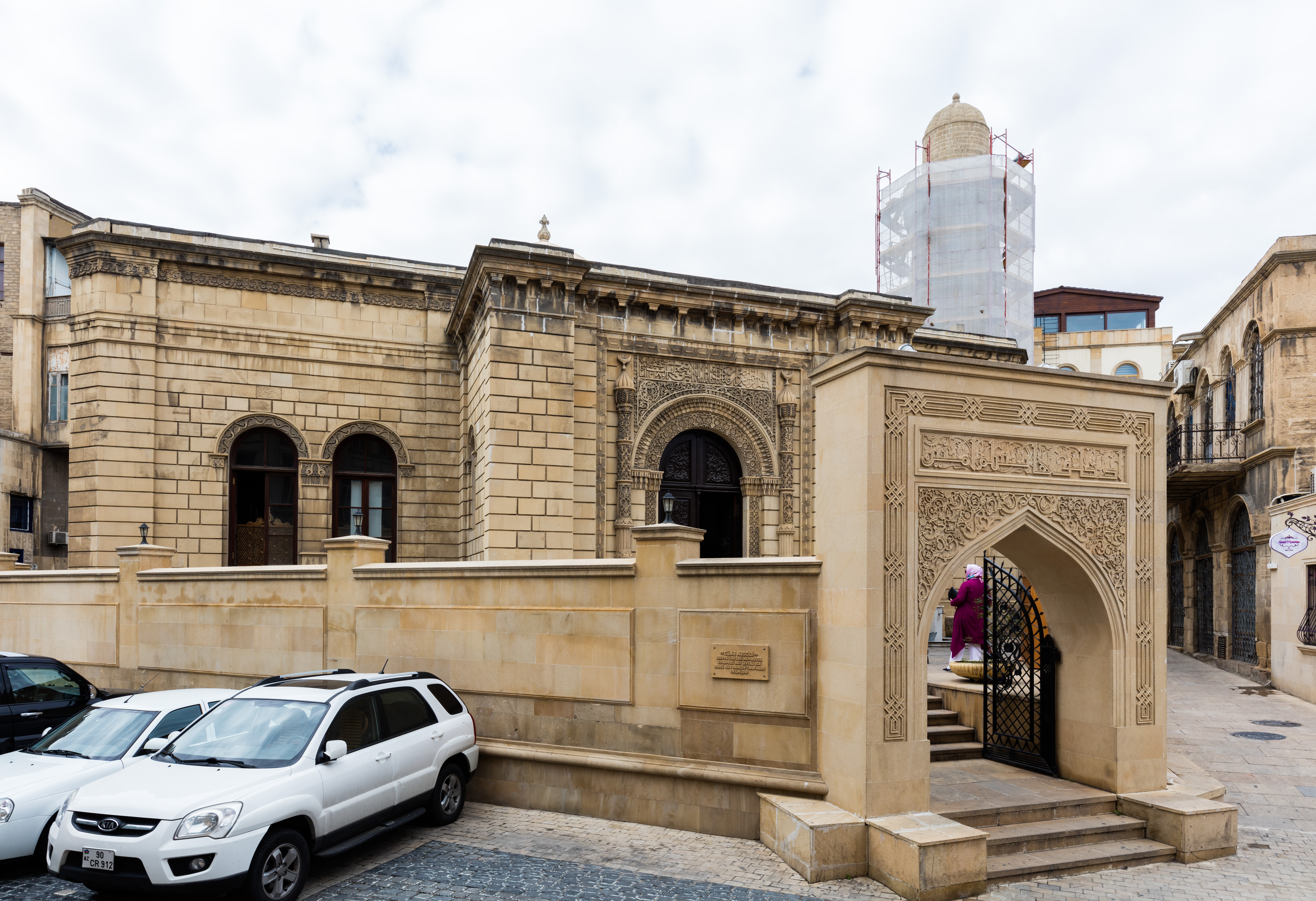
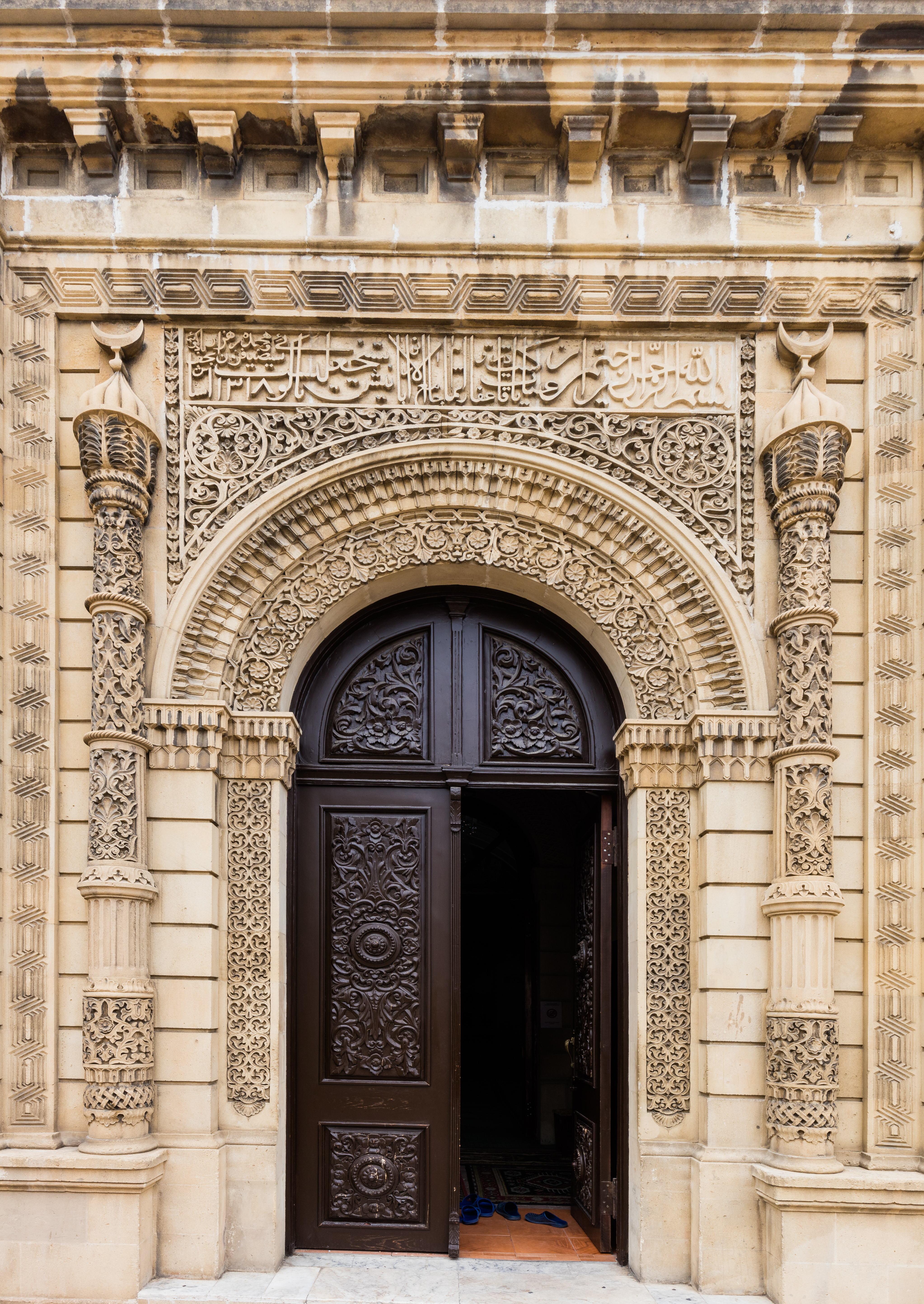
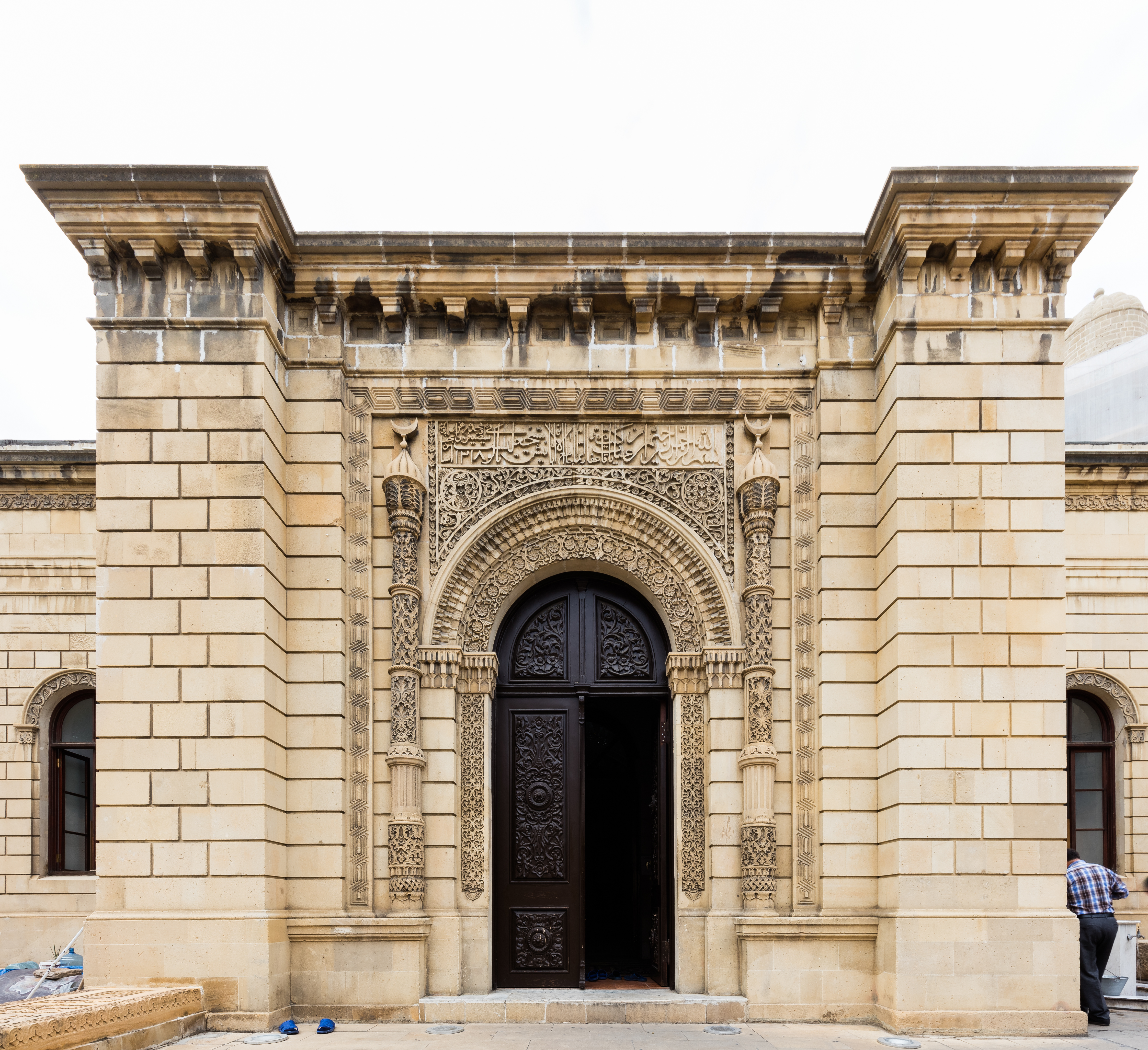
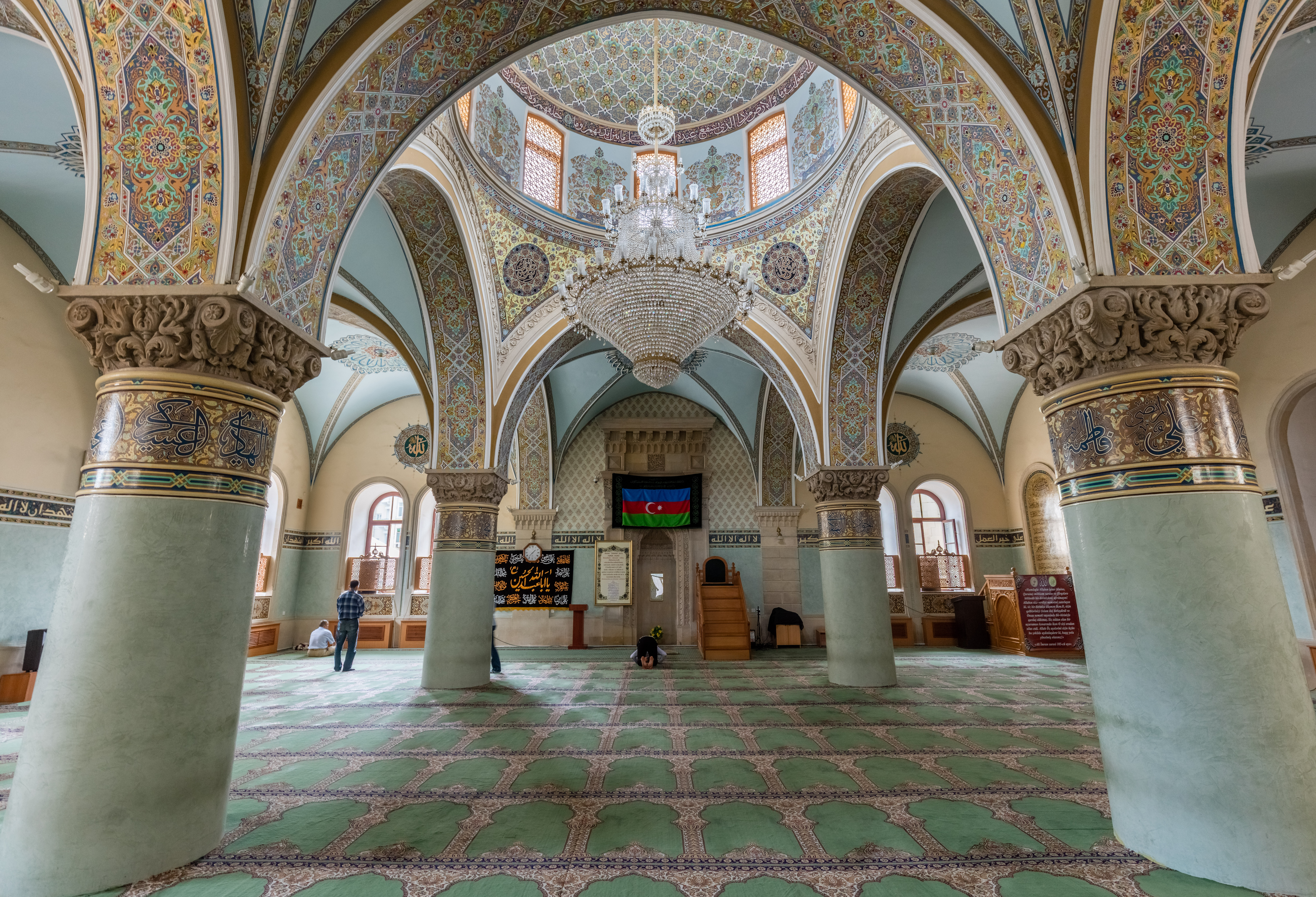
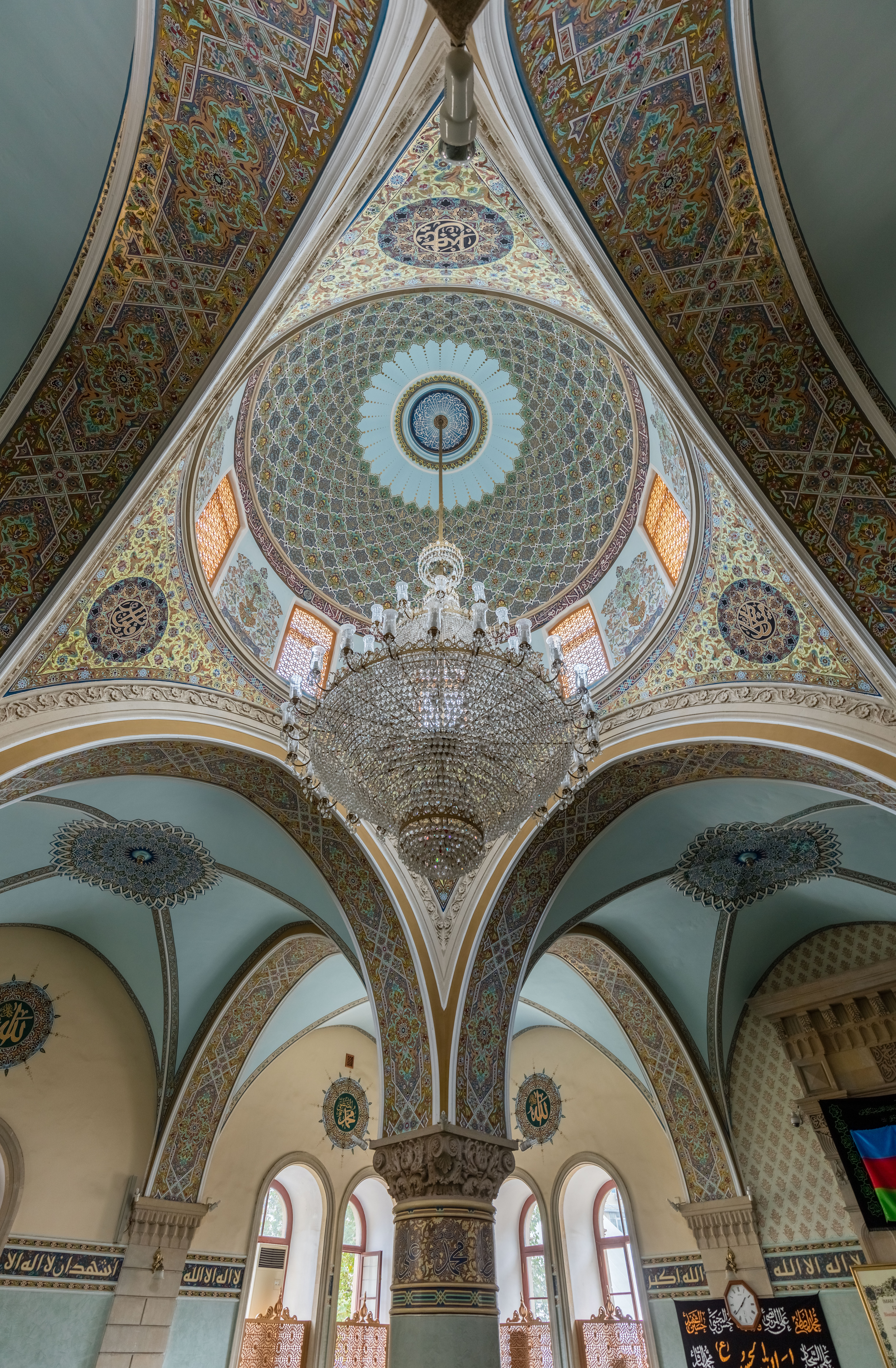
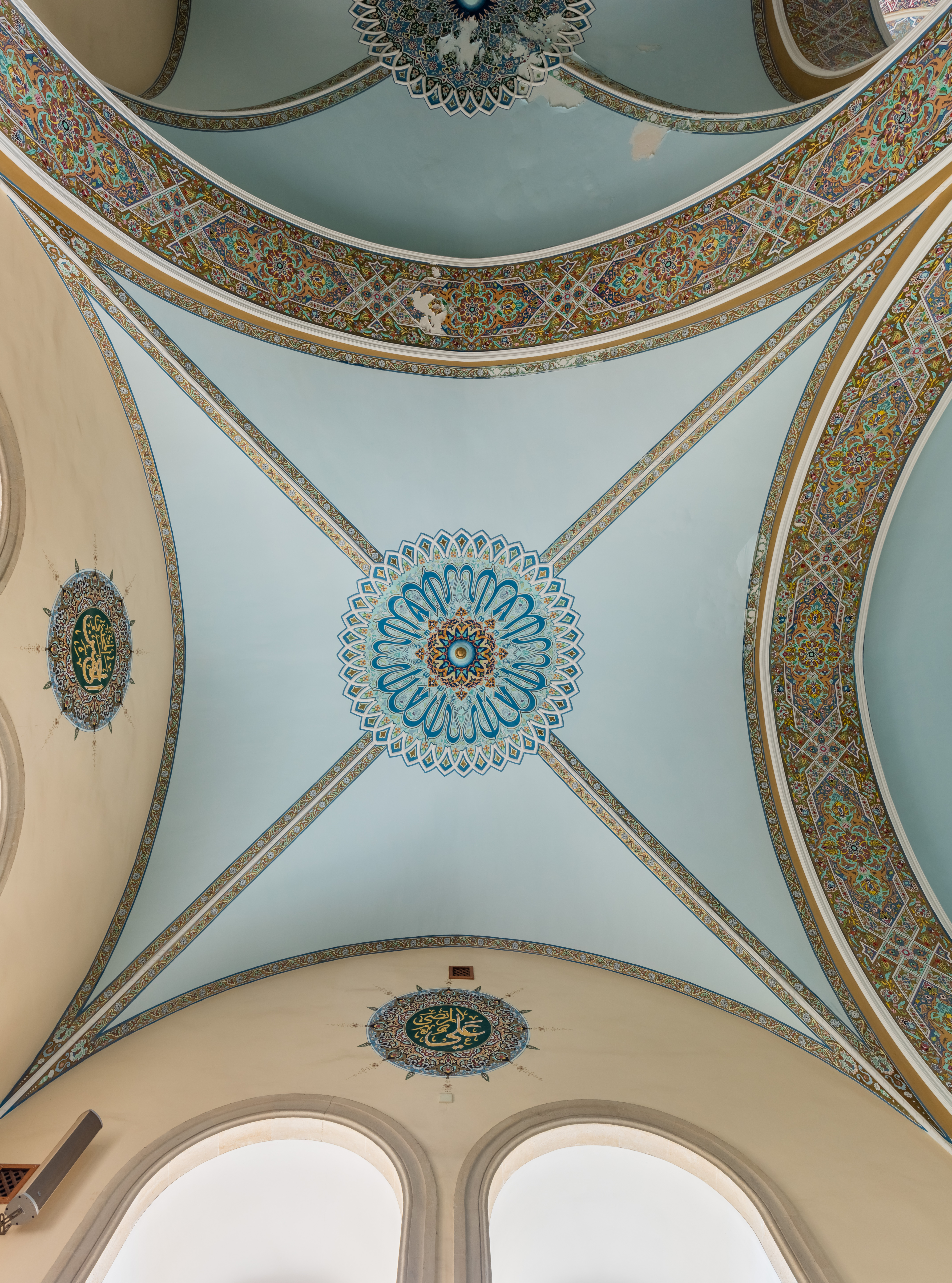